# Kalenne
Kalenne (prononciation : [kaˈlɛnnɛ]) est un village polonais de la gmina de Modliborzyce dans le powiat de Janów Lubelski de la voïvodie de Lublin dans l'est de la Pologne.
Il se situe à environ 9 kilomètres au sud-ouest de Modliborzyce (siège de la gmina), 12 kilomètres à l'ouest de Janów Lubelski (siège du powiat) et 647 kilomètres au sud de Lublin (capitale de la voïvodie).

## Histoire
De 1975 à 1998, le village est attaché administrativement à la voïvodie de Tarnobrzeg.

Depuis 1999, il fait partie de la voïvodie de Lublin.